# Invasion soviétique de l'Azerbaïdjan
Guerre civile russe
L'invasion soviétique de l'Azerbaïdjan, aussi connue comme l'opération de Bakou (russe : Бакинская операция, azéri : Bakı əməliyyatı) et la révolution d'avril (russe : Апрельская революция, azéri : Aprel inqilabi), est une offensive militaire des unités de la 11e armée et de la Flottille Volga-Caspienne de l'Armée rouge, menée en étroite coordination avec les bolcheviks azerbaïdjanais, avec le but de renverser le gouvernement d'Azerbaïdjan et d'instaurer le pouvoir soviétique dans le pays. Le plan de l'opération est développé conjointement par les chefs du Parti communiste d'Azerbaïdjan (en), le commandant du front Caucasien Mikhaïl Toukhatchevski et un membre du Conseil militaire révolutionnaire (en), Grigori Ordjonikidze.
Avant l'invasion, en 1919 et 1920, l'Azerbaïdjan éprouve une crise profonde politique et socio-économique, avec des conflits armés entre différents groupes politiques et sociaux. En même temps, depuis la chute du régime soviétique en 1918, divers partis et organisations d'orientation socialiste sont actifs dans la société. Pour atteindre leurs objectifs politiques, en février 1920 ils s'unissent dans le Parti communiste d'Azerbaïdjan (bolchevik), AKP(b).
En avril 1920, des unités de la 11e Armée rouge, après avoir vaincu l'Armée des volontaires dans le Caucase du Nord, s'approchent de la frontière avec l'Azerbaïdjan. Les bolcheviks d'Azerbaïdjan se préparent alors à un soulèvement armé, qui commence dans la nuit du 26 au 27 avril. En même temps, un groupe de trains blindés soviétiques franchit la frontière avec l'Azerbaïdjan et effectue un raid loin derrière les lignes ennemies.
Ayant établi le contrôle sur les institutions les plus importantes de la capitale Bakou, les bolcheviks présentent un ultimatum au gouvernement et au parlement azerbaïdjanais à propos de la reddition du pouvoir. Lors d'une réunion extraordinaire, le parlement vote pour transférer le pouvoir au parti communiste. Avec le soutien des unités de la 11e Armée rouge qui sont entrées en Azerbaïdjan, le nouveau gouvernement prend rapidement le contrôle du reste du pays. Le principal résultat de ces événements est l'établissement en Azerbaïdjan du pouvoir soviétique (dirigé par le parti communiste) et la proclamation de la République socialiste soviétique d'Azerbaïdjan indépendante. L'Azerbaïdjan conserve son indépendance jusqu'à la formation de l'Union des républiques socialistes soviétiques en 1922.

### Articles
- (ru) Гусейнов И. Победа Советской власти в Азербайджане в 1920 году и помощь XI Красной Армии // Труды Института истории партии при ЦК ВКП(б) Азербайджана. — Баку, 1952. — Т. XVIII.

### Monographies
- (ru) Агамалиева Н., Худиев Р. Азербайджанская Республика. Страницы политической истории 1918-1920 г.г.. — Баку: Сабах, 1994.
- (ru) Волхонский М., Муханов В. По следам Азербайджанской Демократической Республики. — M.: «Европа», 2007. — С. 198. —  (ISBN 978-5-9739-0114-1).
- (ru) Дарабади П. Военно-политическая история Азербайджана (1917-1920 годы). — Баку: Изд.дом «Кавказ», 2013.
- (ru) Искендеров М. С. Из истории борьбы Коммунистической партии Азербайджана за победу Советской власти. — Баку: Азербайджанское гос. издат., 1958.
- (ru) Кадишев А. Б. Интервенция и гражданская война в Закавказье. — M.: Воениздат, 1960.
- (ru) Катибли М. Чингиз Ильдрым (биографический очерк). — Баку: Азербайджанское гос. изд-во, 1964.
- (ru) Токаржевский Е. А. Из истории иностранной интервенции и гражданской войны в Азербайджане. — Баку: Изд-во АН Азербайджанской ССР, 1957.